# Illtal
Illtal est, depuis le 1er janvier 2016, une commune nouvelle française située dans la circonscription administrative du Haut-Rhin et, depuis le 1er janvier 2021, dans le territoire de la Collectivité européenne d'Alsace, en région Grand Est. Elle est issue du regroupement des trois communes de Grentzingen, Henflingen et Oberdorf.

## Géographie
| Bettendorf |          | Willer       |
| Ruederbach | Illtal   | Steinsoultz  |
| Feldbach   | Riespach | Waldighoffen |

### Hydrographie
La commune est dans le bassin versant du Rhin au sein du bassin Rhin-Meuse. Elle est drainée par l'Ill, le ruisseau de Willer, le Geischbach, le Franckengraben, le Heckengraben, le Himbach, le Ruetenengraben et le ruisseau Streitgraben,,.
L'Ill, d'une longueur de 217 km, prend sa source dans la commune de Winkel et se jette  dans le Grand Canal d'Alsace à Offendorf, après avoir traversé 68 communes. 
Le Willerbach, d'une longueur de 10 km, prend sa source dans la commune de Muespach et se jette  dans l'Ill à Bettendorf, après avoir traversé cinq communes. 

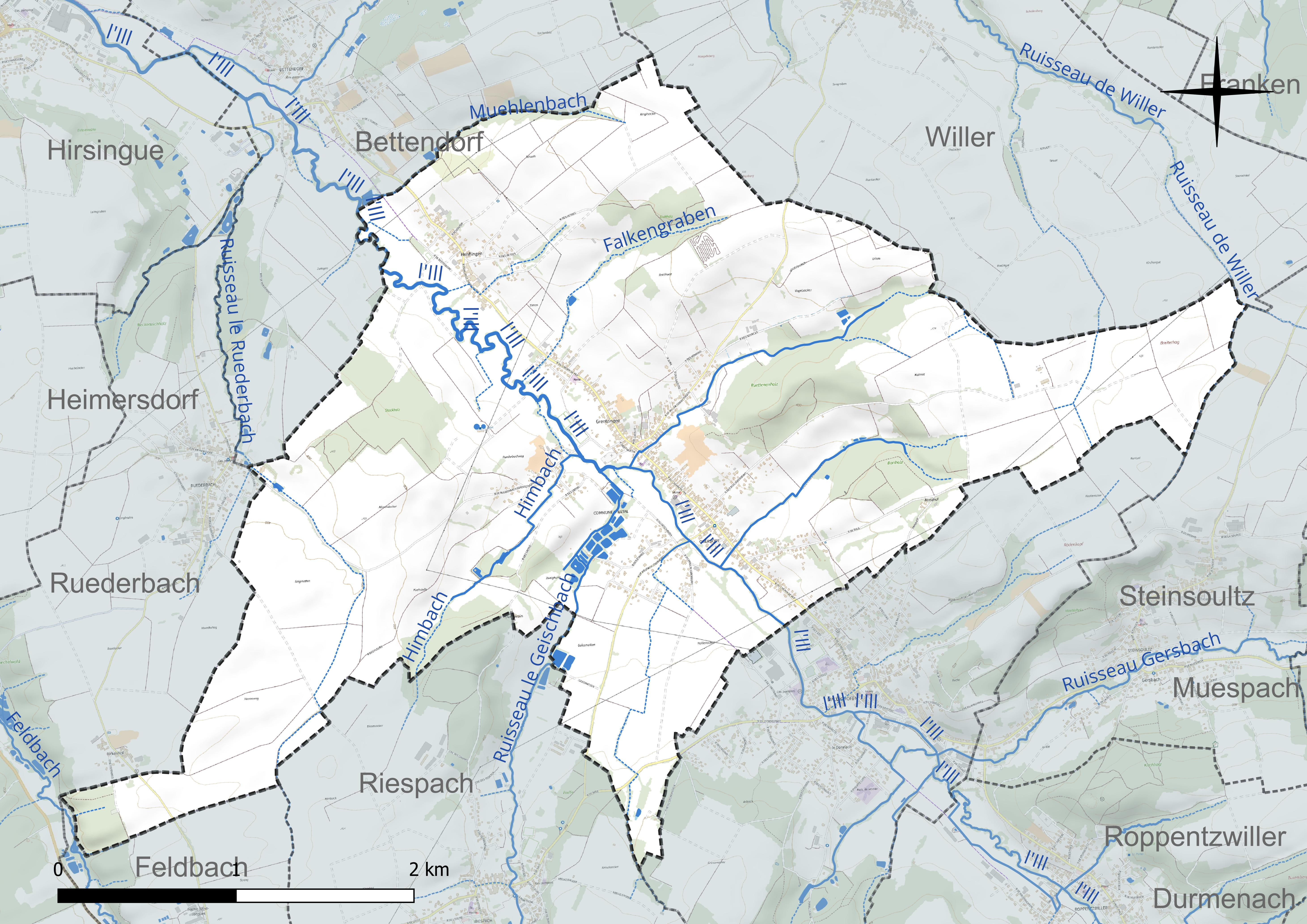
Réseau hydrographique d'Illtal.

### Climat
Pour des articles plus généraux, voir Climat du Grand Est et Climat du Haut-Rhin.
En 2010, le climat de la commune est de type climat des marges montargnardes, selon une étude du Centre national de la recherche scientifique s'appuyant sur une série de données couvrant la période 1971-2000. En 2020, Météo-France publie une typologie des climats de la France métropolitaine dans laquelle la commune est dans une zone de transition entre le climat semi-continental et le climat de montagne et est dans la région climatique  Vosges, caractérisée par une pluviométrie très élevée (1 500 à 2 000 mm/an) en toutes saisons et un hiver rude (moins de 1 °C). 
Pour la période 1971-2000, la température annuelle moyenne est de 9,8 °C, avec une amplitude thermique annuelle de 17,6 °C. Le cumul annuel moyen de précipitations est de 900 mm, avec 9,9 jours de précipitations en janvier et 9,6 jours en juillet. Pour la période 1991-2020, la température moyenne annuelle observée sur la station météorologique de Météo-France la plus proche, « Carspach », sur la commune de Carspach à 10 km à vol d'oiseau, est de 11,0 °C et le cumul annuel moyen de précipitations est de 827,7 mm. 
La température maximale relevée sur cette station est de 38,1 °C, atteinte le 4 août 2022 ; la température minimale est de −17,7 °C, atteinte le 5 février 2012,,. 
Les paramètres climatiques de la commune ont été estimés pour le milieu du siècle (2041-2070) selon différents scénarios d'émission de gaz à effet de serre à partir des nouvelles projections climatiques de référence DRIAS-2020. Ils sont consultables sur un site dédié publié par Météo-France en novembre 2022.

## Urbanisme

### Typologie
Au 1er janvier 2024, Illtal est catégorisée bourg rural, selon la nouvelle grille communale de densité à sept niveaux définie par l'Insee en 2022.
Elle appartient à l'unité urbaine de Waldighofen, une agglomération intra-départementale regroupant trois  communes, dont elle est ville-centre,,. Par ailleurs la commune fait partie de l'aire d'attraction de Bâle - Saint-Louis (partie française), dont elle est une commune de la couronne,. Cette aire, qui regroupe 94 communes, est catégorisée dans les aires de 200 000 à moins de 700 000 habitants,.

## Histoire
Le 4 décembre 2015, les conseils municipaux de Grentzingen, Henflingen et Oberdorf ont voté en faveur de la fusion des trois communes. Suivant une proposition de Dominique Sengelin, conseiller municipal d'Henflingen, le nom de la nouvelle commune signifie en alémanique « vallée de l'Ill », en référence à la rivière traversant les trois villages.

## Politique et administration

### Liste des maires
| Période      | Période                   | Identité                                          | Étiquette | Qualité |
| ------------ | ------------------------- | ------------------------------------------------- | --------- | ------- |
| janvier 2016 | En cours (au 31 mai 2020) | Christian Lerdung, Réélu pour le mandat 2020-2026 |           |         |

Jusqu'aux prochaines élections municipales de 2020, le conseil municipal de la nouvelle commune est constitué de l'ensemble des conseillers municipaux des anciennes communes.

### Communes déléguées
| Nom              | Code Insee | Intercommunalité   | Superficie (km2) | Population (dernière pop. légale) | Densité (hab./km2) |
| ---------------- | ---------- | ------------------ | ---------------- | --------------------------------- | ------------------ |
| Oberdorf (siège) | 68240      | CC Ill et Gersbach | 4,13             | 596 (2013)                        | 144                |
| Grentzingen      | 68108      | CC Ill et Gersbach | 5,18             | 553 (2013)                        | 107                |
| Henflingen       | 68133      | CC Ill et Gersbach | 2,65             | 210 (2013)                        | 79                 |

## Population et société

### Démographie
L'évolution du nombre d'habitants est connue à travers les recensements de la population effectués dans la commune depuis sa création.

En 2022, la commune comptait 1 223 habitants, en évolution de −12,83 % par rapport à 2016 (Haut-Rhin : +0,66 %, France hors Mayotte : +2,11 %).
| 2014  | 2015  | 2020  | 2022  |
| ----- | ----- | ----- | ----- |
| 1 373 | 1 388 | 1 269 | 1 223 |

## Culture locale et patrimoine

### Personnalités liées à la commune
- Blasius Bernauer (1740-1818), facteur d'orgue originaire du sud de la Forêt-Noire.
- Germain Sengelin (1937-2021), juge d'instruction[26]